# لئوپولدو گالتیری
لئوپولدو گالتیری (اسپانیایی: Leopoldo Galtieri‎; زاده ۱۵ ژوئیهٔ ۱۹۲۶ – درگذشته ۱۲ ژانویهٔ ۲۰۰۳) یک سیاست‌مدار اهل آرژانتین بود. او یک ژنرال آرژانتینی بود که از ۲۲دسامبر ۱۹۸۱ تا ۱۸ ژوئن ۱۹۸۲ در دوران آخرین دیکتاتوری نظامی این کشور (به طور رسمی به عنوان فرایند اصلاحات ملی شناخته شد) حکمرانی کرد. جوخه اعدام، گردان اطلاعات ۶۰۱، مستقیماً به او گزارش می‌دادند. او که دستور تصرف را داده بود پس از شکست آرژانتین در جنگ فالکلند، از قدرت کناره‌گیری کرد.